# Sineugraphe bipartita
Sineugraphe bipartita là một loài bướm đêm trong họ Noctuidae.